# Correlatie (geologie)
Onder correlatie wordt in de geologie verstaan het met elkaar in verband brengen van gesteenten, fossiele flora's en fauna's die op een zekere afstand van elkaar liggen.
Als op verschillende plaatsen aanwezig gesteente (met elkaar) gecorreleerd wordt dan doelt men meestal op de gelijktijdigheid van het ontstaan ervan.
Als een gesteente een bepaalde kenmerkende associatie van fossielen bevat en diezelfde associatie wordt ergens anders ook aangetroffen, dan correleren de gesteenten van beide plaatsen mogelijk met elkaar. Het hoeven niet gelijksoortige gesteenten te zijn: als op een plek zand wordt afgezet dan kan op hetzelfde moment elders klei afgezet worden. Beide afzettingen kunnen desondanks dezelfde fossielen bevatten. De mate van waarschijnlijkheid waarmee gesteenten die op grote afstand van elkaar liggen met elkaar correleren wordt verhoogd door de nauwkeurigheid waarmee met behulp van de fossiel inhoud (relatief) gedateerd kan worden. De waarschijnlijkheid van correlatie wordt verder verhoogd door zo veel mogelijk verschillende plant- en diergroepen tegelijk bij het onderzoek te betrekken. Hoe groter de overeenkomst tussen de fossielinhoud, des te zekerder wordt de correlatie tussen de gesteenten.